# Хайделофф, Карл Александр
Карл Александр Хайделофф (нем. Carl Alexander Heideloff; 2 февраля 1789, Штутгарт — 28 сентября 1865, Хасфурт) — немецкий архитектор, живописец, гравёр, педагог и прозаик.

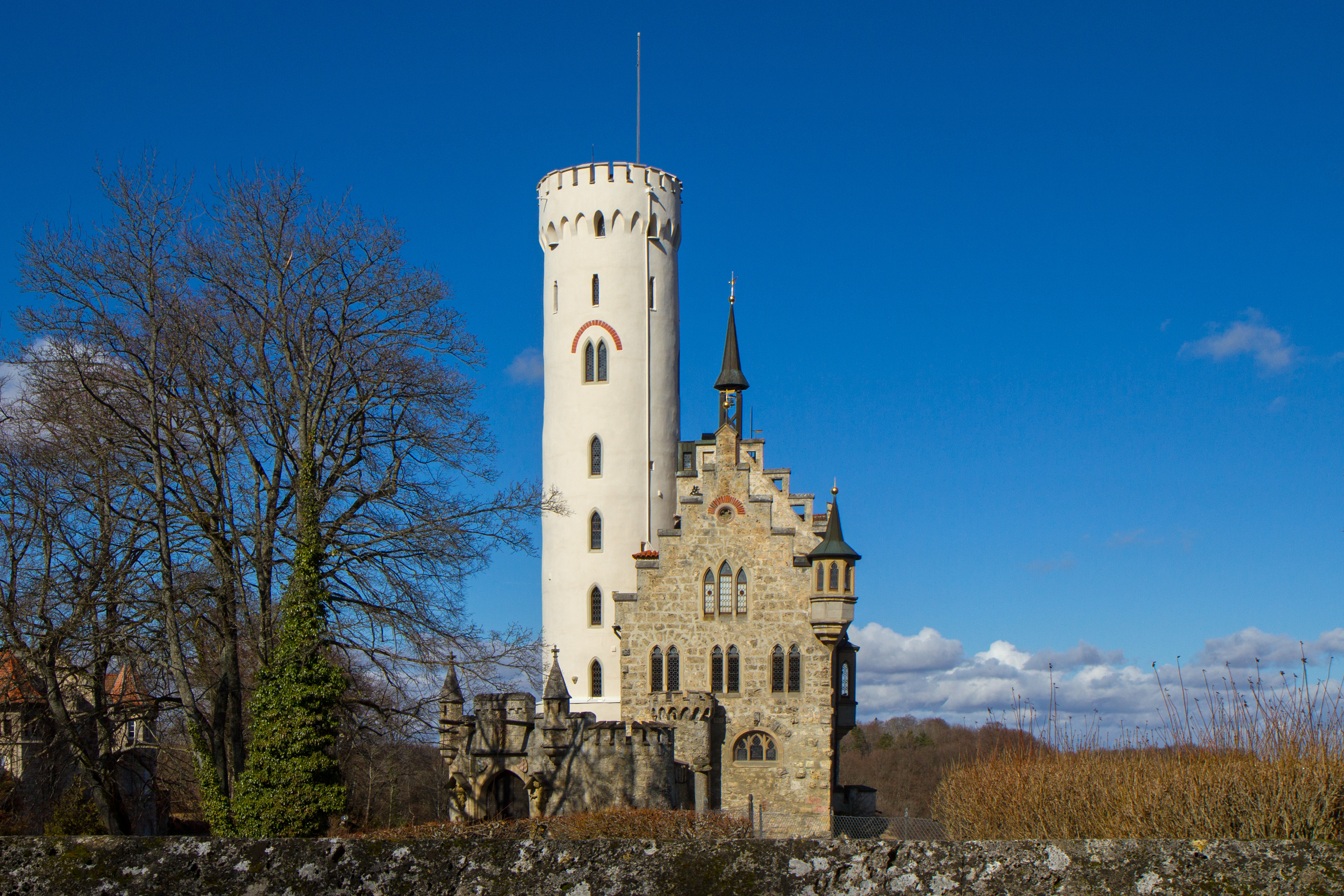
Замок Лихтенштайн

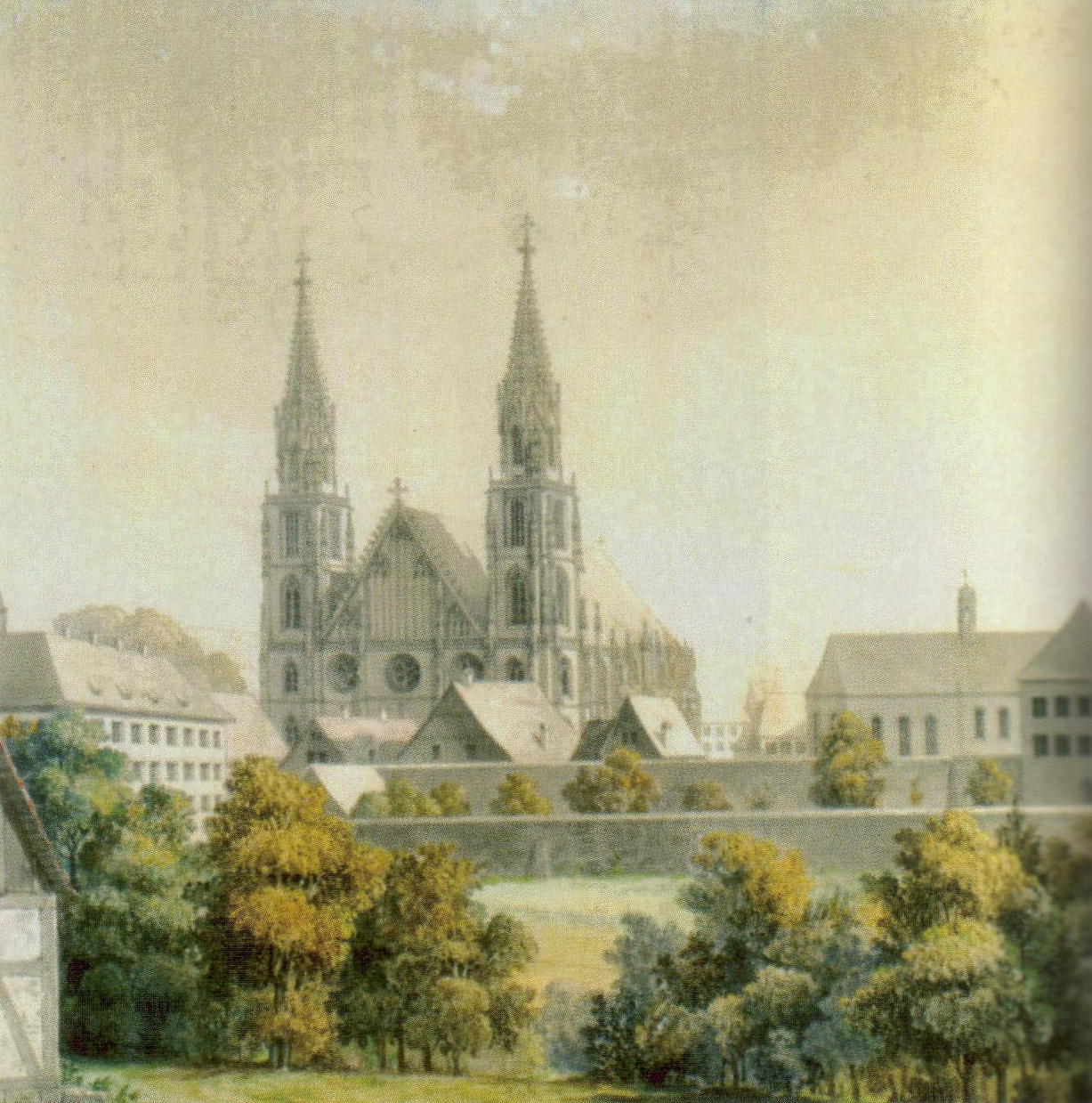
Проект костёла

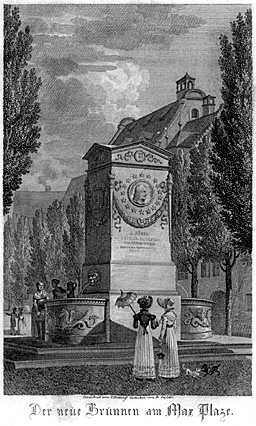
Новый фонтан в Нюрнберге

Первые годы своей деятельности провёл в Штутгарте, усердно изучая средневековые памятники зодчества и орнаментики, уцелевшие в Швабии, и исполняя по поручению вюртембергского короля рисунки местных народных костюмов. После этого занимался постройками и архитектурными реставрациями в Кобурге, с 1822 г., был профессором в Нюрнбергском политехническом училище и хранителем художественных памятников города.
В своих архитектурных работах (самые большие произведены в Нюрнберге), проявил себя знатоком и поклонником готического стиля, как при реставрации старинных зданий, так и при сооружении новых.
Написал несколько картин исторического содержания, из которых лучшая «Император Максимилиан у гроба герцога Эбергарда, в Барте» (в штутгартском королевском дворце).

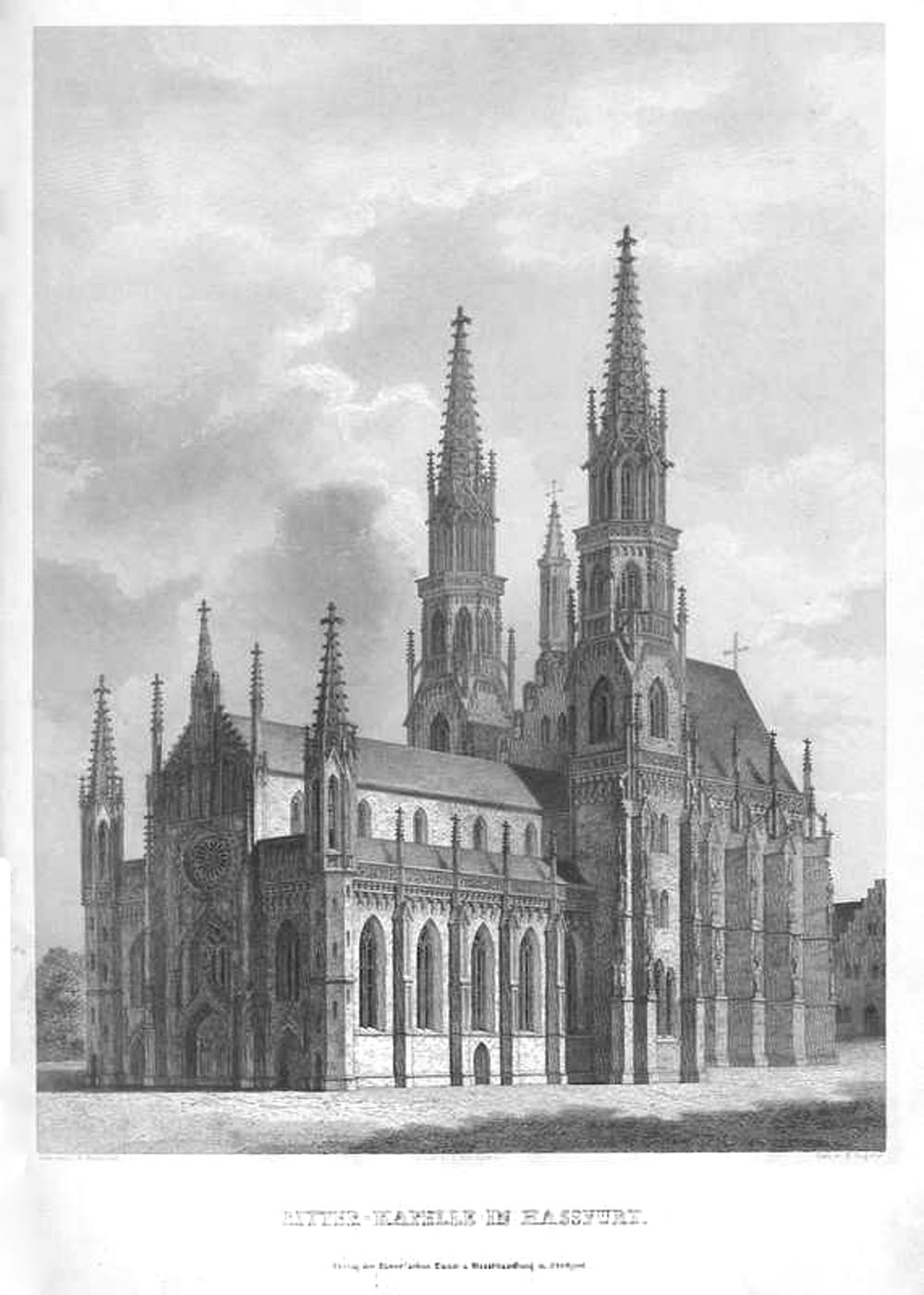
Кирха в Хасфурте

Главные из его литературных трудов: «Die Lehre v. d. Säulenordnungen» (1827); «Der Kleine Vignolu» (1828); «Nürnbergs Baudenksmäler d. Vorzeit» (1838—43 и 1856) и «Ornamentik d. Mittelalters» (1838—52). Последнее сочинение до сей поры не утратило своей важности у специалистов.